# كجك مصطفى
كجك مصطفى («مصطفى الصغير»; ق. 1409 – 1422) أمير عثماني ((بالتركية: şehzade)‏) صارع للسيطرة على عرش الدولة العثمانية عام 1422. كان يُستخدم من قبل مؤرخي الدولة العثمانية للتمييز بينه وبين عمه مصطفى جلبي، الذين ثار هو الآخر ضد العرش.

## خلفية
وُلد مصطفى في 1408 أو 1409 وكان الابن الثاني لمحمد الأول، وفي السنوات الأولى من الإمبراطورية العثمانية كان مطلوباً جميع الأمراء العمل كحكام للمحافظات (سنجق) كجزء من التدريب وكان الأمراء الصغار مصحوبين برجال دولة ذوي خبرة. كان مصطفى سنجق حميدلي (حالياً إسبرطة في تركيا)، ولكن بعد وفاة والده خوفاً على حياته من بطش إخوته، هرب إلى المنافس التركي وهي إمارة قرمان، وهناك تم تشجيعه من قبل باشا عثماني اسمه شاربتار إلياس على التمرد ضد أخيه الأكبر والسلطان الجديد مراد الثاني.

## التمرد
مباشرة بعد تتويجه انشغل مراد بتمرد عمه مصطفى جلبي، وبعد هزيمة مصطفى قاد مراد الحصار ضد العاصمة البيزنطية القسطنطينية (حالياً إسطنبول) كعقاب لها على دعم مصطفى، فرأى كجك مصطفى في هذا فرصته لإعلان التمرد، بدعم بقوات من قرمان بدأ بالسيطرة على أراضي الأناضول التابعة للدولة العثمانية، فرأى الإمبراطور البيزنطي في هذا التمرد فرصة لتخفيف الحصار ودعم التمرد. على الرغم من فشله في حصار مدينة بورصة العاصمة الثانية للدولة، سيطر كجك مصطفى على إزنيق (نيقية قديماً) إحدى المدن الهامة في الأناضول.

## نهاية التمرد
بعد سماع أخبار التمرد رفع مراد الحصار عن القسطنطينية وعاد إلى الأناضول، كما اتفق مع شاربتار إلياس سرا فخان إلياس كجك مصطفى وبدل ولاءه لصالح مراد فاسترد إزنيق بسهولة، ورغم محاولة مصطفى للهرب إلا أنه سرعان ما اعتقل وأعدم.